# Переверзев, Эдуард Павлович
Эдуа́рд Па́влович Переве́рзев (род. 21 мая 1953, Ростов-на-Дону) — советский легкоатлет, специалист по барьерному бегу. Выступал за сборную СССР по лёгкой атлетике в 1970-х годах, дважды бронзовый призёр чемпионатов Европы в помещении, обладатель серебряной медали Универсиады, победитель и призёр первенств национального значения. Представлял Ростов-на-Дону и Москву, спортивное общество «Зенит». Мастер спорта СССР международного класса.

## Биография
Эдуард Переверзев родился 21 мая 1953 года в Ростове-на-Дону.
Начал заниматься лёгкой атлетикой в возрасте четырнадцати лет в 1967 году, проходил подготовку в ростовской Детско-юношеской спортивной школе № 1 под руководством заслуженного тренера Тимофея Прохорова. Впоследствии переехал на постоянное жительство в Москву, выступал за Школу высшего спортивного мастерства и за добровольное спортивное общество «Зенит». Окончил Государственный центральный ордена Ленина институт физической культуры.
Впервые заявил о себе на взрослом всесоюзном уровне в сезоне 1972 года, когда в беге на 110 метров с барьерами выиграл бронзовую медаль на чемпионате СССР в Москве.
В 1974 году на чемпионате СССР в Москве стал серебряным призёром в той же дисциплине. Попав в состав советской национальной сборной, выступил на чемпионате Европы в Риме, где дошёл до стадии полуфиналов.
В 1975 году на чемпионате Европы в помещении в Катовице завоевал бронзовую медаль, выигранную в беге на 60 метров с барьерами. На чемпионате страны в рамках VI летней Спартакиады народов СССР в Москве был вторым позади Виктора Мясникова. Будучи студентом, представлял страну на летней Универсиаде в Риме — с результатом 13,94 завоевал здесь серебряную медаль в беге на 110 метров с барьерами, уступив в финале только американцу Чарльзу Фостеру.
В 1976 году занял пятое место на чемпионате Европы в помещении в Мюнхене, позже на соревнованиях в том же Мюнхене установил национальный рекорд СССР в беге на 110 метров с барьерами — 13,69. Был третьим на чемпионате СССР в Киеве.
В 1977 году получил серебро на зимнем чемпионате СССР в Минске, одержал победу на летнем чемпионате СССР в Москве, показал третий результат в личном зачёте на Кубке Европы в Хельсинки, занял шестое место на Универсиаде в Софии.
В 1978 году стал серебряным призёром на зимнем чемпионате СССР в Москве, дошёл до полуфинала на чемпионате Европы в помещении в Милане, финишировал пятым на чемпионате Европы в Праге.
В 1979 году выиграл бронзовую награду, полученную в беге на 60 метров с барьерами на чемпионате Европы в помещении в Вене, стартовал на Кубке Европы в Турине.
Удостоен звания «Мастер спорта СССР международного класса».
Работал тренером-консультантом в детско-юношеской школе и во второй команде футбольного клуба «Ростов».